# Biblioteca Malatestiana
La Biblioteca Malatestiana di Cesena fu fondata a metà del XV secolo grazie agli sforzi congiunti del signore della città, Domenico Malatesta, e dei frati francescani del locale convento, che ospitarono nei propri edifici la raccolta di libri: questa biblioteca monastica si differenziò dalle altre per essere stata impostata come istituzione civica, affidata cioè alle cure degli organismi comunali. Prima del suo genere, crebbe per fama e importanza nel corso dell'età moderna e raccolse diverse opere manoscritte, incatenate a una serie di plutei collocati nell'Aula del Nuti.
Il suo patrimonio sopravvisse all'occupazione francese e alla trasformazione della biblioteca in caserma (1797-98) grazie agli sforzi della cittadinanza che riebbe in possesso il complesso conventuale qualche anno dopo: nel 1807 la Malatestiana fu ristabilita nel suo stato originale, da allora lasciato invariato. Infatti si sviluppò una biblioteca comunale (detta Malatestiana nuova) che, nel corso del XIX secolo, fu via via ampliata negli spazi e nella raccolta, diventando un'istituzione aperta a tutti.
Sopravvissuta indenne alla seconda guerra mondiale e oggetto di restauri e valorizzazioni, nel 2005 l'UNESCO riconobbe la grande importanza culturale e storica della Malatestiana antica, inserendola nel Registro della Memoria del mondo. Tra vecchia e nuova biblioteca, la Malatestiana conserva quasi 380 000 volumi, comprese migliaia di opere manoscritte di grande valore, quotidiani, riviste, fotografie, lettere e articoli di numismatica.
È stata inaugurata il 15 agosto del 1854

## Storia

### Fondazione, costruzione e ruolo

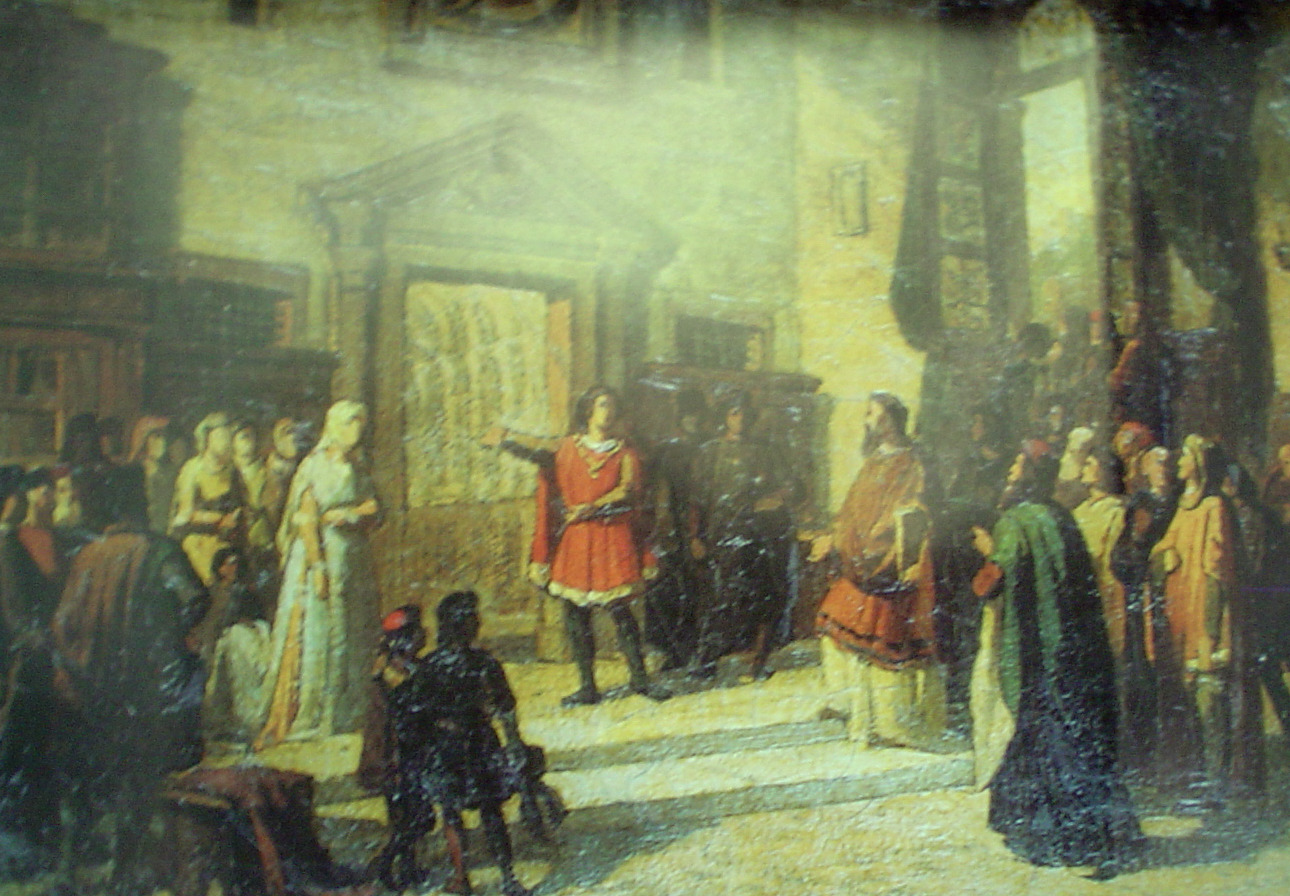
Bozza di un dipinto ottocentesco: Domenico Malatesta inaugura la Biblioteca Malatestiana nel 1454

Negli anni settanta del XIV secolo la signoria di Rimini e Cesena, sconvolta da una serie di guerre, fu affidata dallo Stato Pontificio a Galeotto I Malatesta, vicario di Rimini stessa e di altre città della Romagna: dal 1391 egli estese i poteri della sua carica alla regione intera. Nel corso del XV secolo la signoria fu governata dai suoi figli, Domenico per Cesena (ma più noto come Novello) e Sigismondo per Rimini; tra i due fratelli i sospetti e i tentativi di rovesciamento furono frequenti e terminarono solo nel 1454, con una tregua garantita dagli Este. Domenico assunse la signoria di Cesena nel 1429 e, grazie alla guida ferma e all'attenzione per il benessere pubblico, si guadagnò la fiducia della popolazione. Governò fino alla morte, il 20 novembre 1465, affiancato dalla moglie Violante da Montefeltro che, però, causa un voto di castità, non gli diede eredi: Cesena e il circondario tornarono così al Vaticano.
Fu in questa cornice storica, segnata dall'Umanesimo e dal Rinascimento, che Malatesta decise di costruire, tra le varie opere pubbliche che aveva avviato, anche una biblioteca. Siccome da vari anni riscontrava una certa ritrosia delle istituzioni comunali (il Consiglio generale di settantadue membri che, a rotazione, assumevano compiti di governo come Anziani) ad accordare le risorse monetarie per vari suoi progetti, finanziò personalmente la fabbrica della sala di lettura di una libraria: essa sorse nel complesso conventuale dei frati francescani, che da diversi anni avevano manifestato l'intenzione di istituire una biblioteca presso di loro. A ciò non era estranea una piccola raccolta di volumi e uno studium, che peraltro vantava notevole tradizione nella produzione manuale di codici e volumi teologici, giuridici, medici e filosofici. La costruzione del cuore della biblioteca, ovvero della sala di lettura, iniziò nel 1447 seguendo il progetto di Matteo Nuti, che si era ispirato al salone della Biblioteca di San Marco di Firenze, ideato da Michelozzo. Ne risultò la cosiddetta Aula del Nuti, impostata in forma di basilica con tre navate e orientata in modo tale da massimizzare l'esposizione alla luce naturale durante tutto il giorno (così da ridurre al minimo l'uso di candele e i conseguenti rischi d'incendi). L'aula fu pronta nel 1452 e la Malatestiana fu inaugurata il 15 agosto 1454.

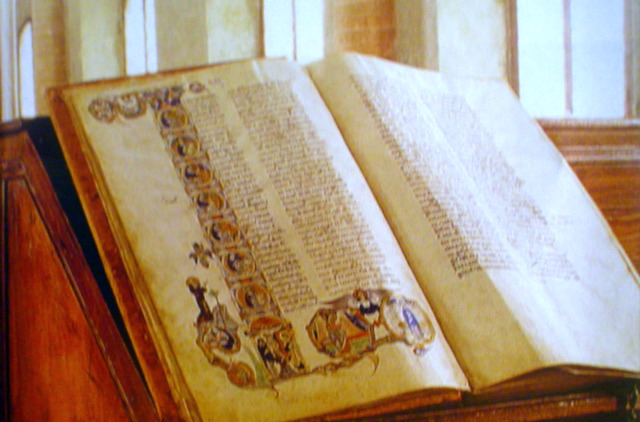
Uno dei codici dell'Aula del Nuti, aperto per la consultazione sul proprio pluteo

Nel 1461 Malatesta, con una scelta insolita per l'epoca, dispose che la responsabilità della biblioteca andasse agli organi amministrativi cittadini: a cadenza bimestrale, vale a dire ogni volta che erano sorteggiati i dodici Anziani, si occuparono con scrupolosità di aggiornare il catalogo bibliotecario. Egli lasciò anche precise indicazioni per la nomina e lo stipendio di un custode-bibliotecario avvezzo a lavorare con i libri, in quanto volle che l'istituto fosse pubblico (intendendo, con tale espressione, accessibile a studiosi e intellettuali). Questa figura, di solito, era scelta tra i frati stessi. Il primo fu Francesco da Figline, in mandato già nel 1461: da allora, ogni anno, la biblioteca usufruì di 100 ducati d'oro, provenienti da un credito in essere con la Repubblica di Venezia, alla quale Malatesta aveva ceduto le saline di Cervia. Nel 1464 Novello Malatesta rese noto, attraverso il suo testamento, che la biblioteca sarebbe passata alla gestione e alla sorveglianza pubblica dopo la sua morte, che avvenne il 20 novembre 1465. Nel 1466 la biblioteca accrebbe la propria fama perché Cesena, tornata a far parte dei territori della Chiesa, ottenne da papa Paolo II la garanzia di scomunica per coloro che avessero tentato di rimuovere i volumi; eppure, ciò non impedì che nel 1496 sparissero due codici: il bibliotecario di allora, frate Evangelista, fu immediatamente destituito e rimpiazzato da Maestro Utino, ma le due opere non furono mai recuperate.
La natura aperta della Malatestiana e l'affidamento della sua cura agli organismi comunali ha portato a definirla come "prima biblioteca civica d'Italia". L'orgoglio e la gelosia per il suo patrimonio, nonché il rispetto quasi reverenziale che sollecitava, si mantennero elevati. Ad esempio nell'estate 1532 il vescovo di Verona, Gian Matteo Giberti, riuscì a farsi prestare l'Expositio super Psalmos di Giovanni Crisostomo soltanto dietro versamento di 1000 ducati di cauzione (cifra enorme per l'epoca) e dopo l'intervento morigeratore delle gerarchie ecclesiastiche. La bicefala struttura dell'istituto, però, fu causa di progressive frizioni tra la città e l'ordine dei frati. Intorno al 1671 i malumori si fecero tali che l'ordine rifiutò di consegnare una delle due chiavi della Malatestiana: infatti, dal 1454, le chiavi erano custodite separatamente proprio per garantire la sicurezza della sala di lettura con i preziosi codici. La diatriba si trascinò sino ai primi anni del XVIII secolo, quando il Consiglio prevalse sul convento. Negli anni 1770 papa Pio VII, al secolo Barnaba Chiaramonti e originario proprio di Cesena, maturò l'idea di affiancare alla venerabile Malatestiana una seconda biblioteca comunale, fruibile dall'intera cittadinanza (e quindi non per soli dotti); si attivò personalmente acquistando libri, saggi e altro materiale e, nel 1777, contattò un architetto per progettare l'edificio. In ogni caso questi piani non furono però realizzati.

### L'età napoleonica

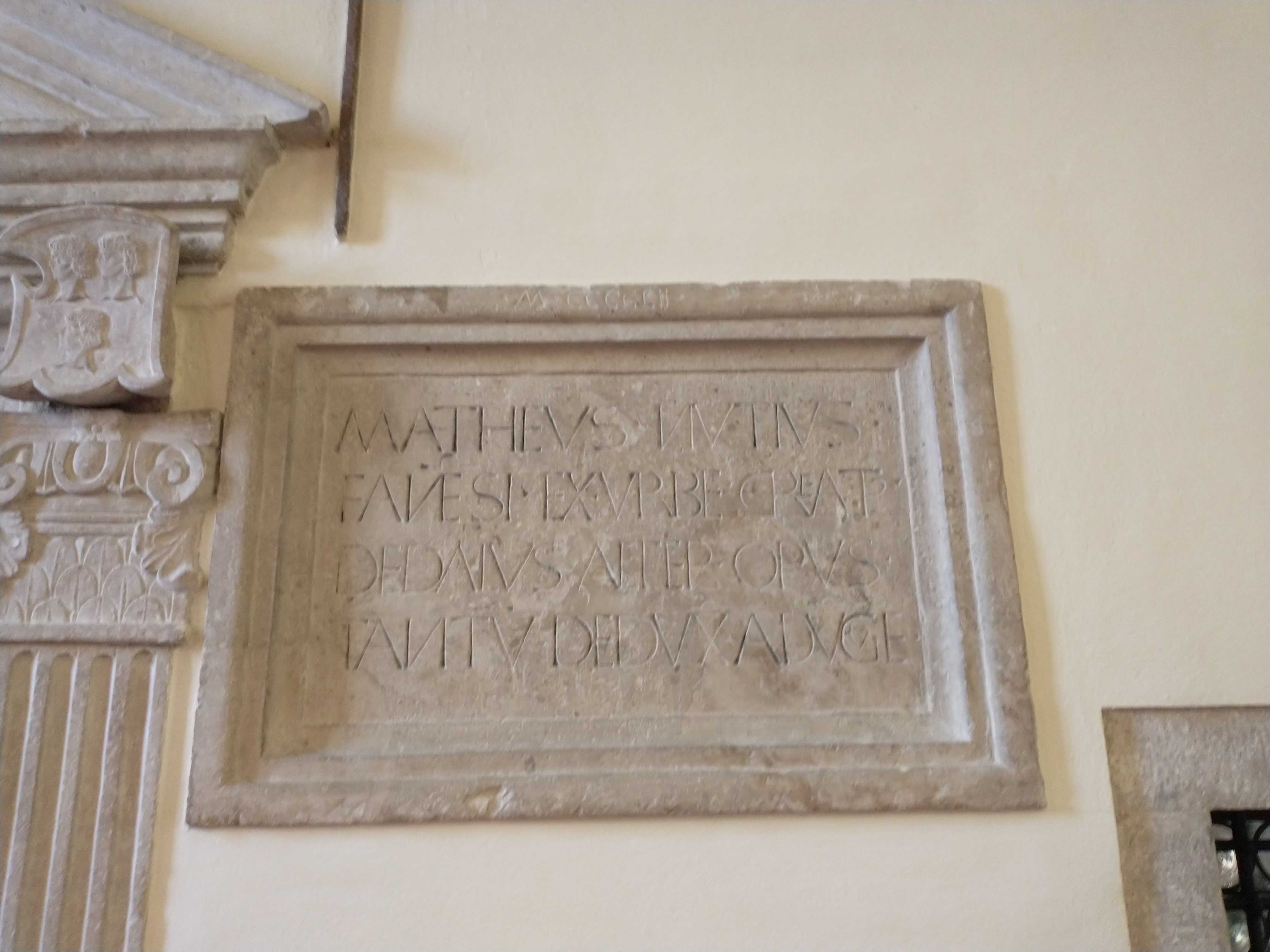
L'epigrafe situata a destra del portale d'accesso all'Aula principale della Malatestiana, la cui iscrizione ricorda l'architetto Matteo Nuti

Nel febbraio 1797, dopo clamorose vittorie sui coalizzati, l'Esercito rivoluzionario francese occupò buona parte dell'Italia, compresa Cesena. La città fu inglobata nella nuova Repubblica Cisalpina e il suo governo passò in mano ai giacobini e collaborazionisti locali; fu introdotta la legislazione laica anticattolica francese, il che significò, oltre a un'imponente riorganizzazione amministrativo-burocratica, anche la messa al bando di numerosi ordini religiosi e la spoliazioni di abbazie, conventi e monasteri di ogni loro bene. La Malatestiana non fece eccezione e il patrimonio librario confiscato fu affidato a Niccolò II Masini della Massa, noto letterato della città, che rapidamente lo concentrò nel vetusto ospedale di San Tobia; qui confluirono anche le collezioni religiose via via rilevate dal governo cittadino. Nel febbraio 1798 Masini propose, senza successo, di fare dell'ospedale una nuova "biblioteca nazionale" staccata dalla Malatestiana, sfruttando e riorganizzando la massa di carta stampata o manoscritta che l'amministrazione repubblicana vi stava ammassando. La Malatestiana, nel frattempo, era entrata in un periodo difficile e pericoloso per il suo patrimonio. Gli incunaboli Ortographia e Cosmographia dictionum furono depredati dai francesi nel settembre 1797 o nel settembre 1798: il governo giacobino cercò di riparare al furto fornendo copie delle due opere risalenti al XVII secolo.
A cominciare dal febbraio 1798, intanto, i francescani cominciarono a ricevere domande e sollecitazioni per abbandonare il convento, dato che v'era pressante necessità di acquartierare le truppe, costrette a bivaccare ovunque in città. La municipalità fece condurre sopralluoghi da alcuni rinomati architetti a fine anno, i quali calcolarono che l'edificio poteva ospitare varie migliaia di soldati. La Malatestiana, dunque, fu trasferita con atto ufficiale dapprima presso la chiesa di San Filippo, poi (dopo un lasso di tempo ignoto, ma breve) nelle sale superiori del dormitorio dei Filippini; qui arrivarono, in blocco, i plutei e i 356 preziosi codici, attentamente inventariati da Serafino Zanotti: dal 19 gennaio 1798 egli era custode librario di San Tobia al posto di Masini. Nella sua opera di controllo Zanotti si avvalse del catalogo redatto a stampa da padre Muccioli nel 1780-84 e recuperò le quattro chiavi delle porte che consentivano di accedere alle stanze scelte, consegnandole infine al governo. Così liberati, gli ambienti del convento, la chiesa di San Francesco e la Malatestiana passarono ai francesi nel novembre 1798. La chiesa e l'Aula del Nuti furono intonacate e trasformate in dormitori, mentre il refettorio al pianterreno divenne una capiente stalla per i cavalli della guarnigione.

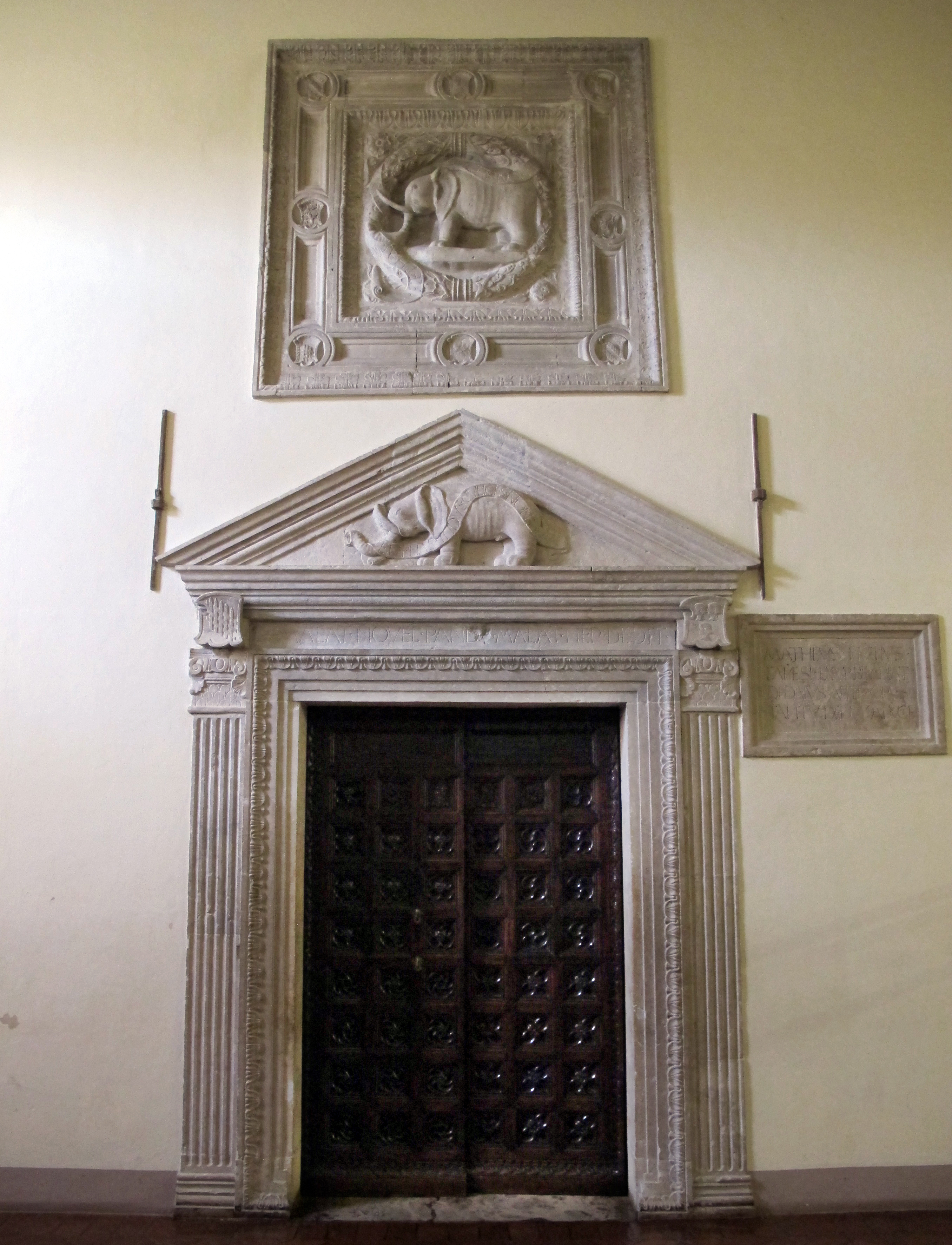
L'ingresso dell'Aula del Nuti, chiuso dal portone gotico riccamente decorato

Nell'agosto 1801, su ordine della municipalità cesenate, si costituirono una commissione per pianificare la riapertura di scuole e istituti d'istruzione e un'altra incaricata di ristabilire la Malatestiana nella sua sede originale. In entrambe figurava Masini e la seconda, che annoverava letterati come Eduardo Fabbri, Pietro Biscioni e Giorgio Locatelli, divenne il vincolo tra Cesena e le autorità prefettizie. L'architetto Leandro Marconi fu rapidamente inviato al convento, lasciato in uno stato pietoso dalle truppe che lo avevano sgomberato, e prospettò una serie di interventi quali una nuova mano di vernice bianca, la tintura a olio dei semipilastri, l'aggiunta di affreschi e una ricostruzione dell'atrio. Nel gennaio 1803 la commissione per il ripristino degli studi propose di riunire nel complesso francescano la Malatestiana, la biblioteca nazionale (cioè quella nata dalle confische di fine Settecento) e tutte le scuole; fu inoltre lanciata l'idea di istituire un'autorevole figura di bibliotecario. Zanotti accettò di smistare i libri conservati nell'ospedale San Tobia, ai quali si era aggiunta nel 1802 la libreria privata di Giovan Battista Braschi, ma in febbraio fu trasferito ad altro compito e rapidamente rimpiazzato da Tito Masacci. Egli, però, si rivelò assai approssimativo e fu necessario richiamare Zanotti, che ebbe la carica apposita di "bibliotecario aggiunto".
La Malatestiana antica, nel frattempo, aveva originato seri problemi economici: il denaro necessario allo spostamento, al restauro dei codici e dell'Aula Nuti continuava a scarseggiare. La commissione per il ristabilimento era stata intanto sciolta e fu la prima commissione, quella che si occupava delle scuole, che ereditò il controllo della Malatestiana e della biblioteca comunale: suoi membri cominciarono a riordinare i codici e i plutei basandosi sullo scrupoloso catalogo redatto da Zanotti. Nel frattempo, nel gennaio 1804, la municipalità di Cesena aveva indetto un appalto per ristrutturare l'ex-dormitorio dei frati (collocato di fronte all'Aula del Nuti) e convertirlo in una sorta di grande anticamera. A cavallo tra 1803 e 1804, infatti, personalità delle due commissioni e del governo cittadino avevano pensato di trasformare tutti gli edifici dei francescani in un unico polo culturale, poiché fornivano ampi spazi non disponibili altrove in città. La cronica insufficienza di denaro, comunque, rendeva quasi impossibili questi piani e imponeva di occuparsi prima di tutto di restaurare la Malatestiana e conservarla. Il 31 marzo 1804 l'avvocato Luigi Faletti lasciò la propria cattedra d'insegnamento al liceo di Cesena e rimpiazzò Masacci e Zanotti come bibliotecario. Confrontando le documentazioni dell'inventario, radunò numerosi doppioni che fu autorizzato a rivendere e, con il ricavato, si poté iniziare a sistemare meglio le due biblioteche.

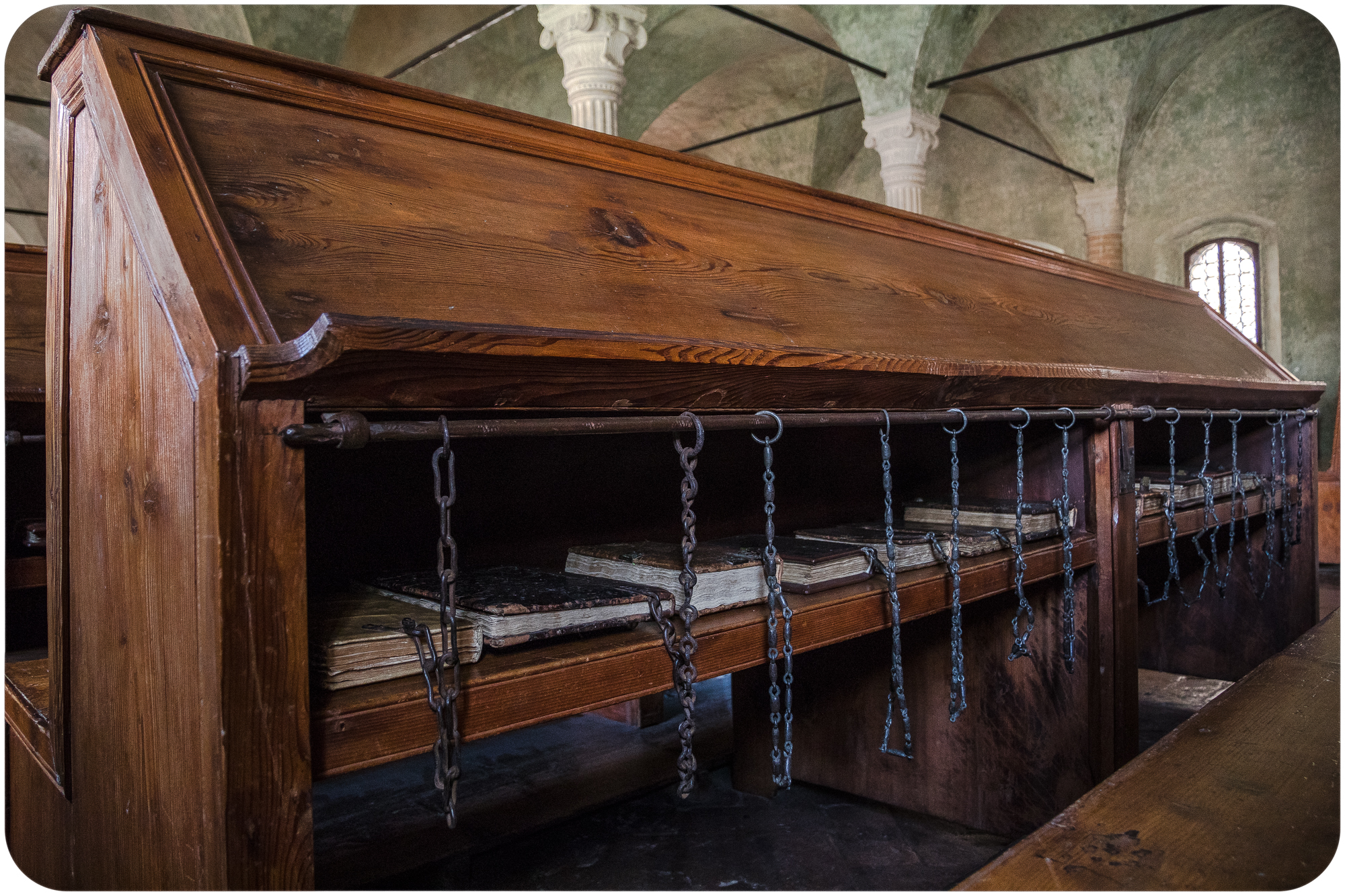
Uno dei plutei della Malatestiana, i quali per un breve periodo, durante la dominazione napoleonica, furono trasferiti presso il dormitorio dei Filippini

Nel maggio 1805 Napoleone Bonaparte fu incoronato Re d'Italia e si sparse la voce che avrebbe compiuto una serie di visite nelle città italiane, inclusa Cesena. Il consiglio comunale volle allora che i lavori al convento e alla Malatestiana fossero conclusi in più in fretta possibile, allo scopo di presentare al monarca la biblioteca appena ricostituita. In ogni caso Bonaparte non si recò in città e, d'altro canto, la fabbrica non aveva completato che una piccola parte dei lavori. Nello stesso 1805, inoltre, i funzionari ebbero a che fare con il crescente atteggiamento scontroso e insubordinato dell'avvocato Faletti, che aveva iniziato a negare i prestiti della documentazione e a voler tenere il posto di bibliotecario per sé. Alla fine del 1806 fu finalmente ultimata la ristrutturazione della parte del convento di San Francesco destinata ad accogliere la comunale e anche le trasformazioni al primo piano erano pressoché terminate. Nel febbraio 1807 il trasferimento del materiale librario dall'ospedale di San Tobia ai nuovi locali fu completato e fu affiancato dal ritorno dell'antica collezione Malatestiana nell'originale sede, l'Aula del Nuti.
Per l'occasione, molto sentita, si decise di apporre una lapide commemorativa nella sala dirimpetto all'Aula prima di procedere con l'inaugurazione di entrambe le biblioteche, il 26 aprile 1807. A questa data la comunale, o "Comunitativa", possedeva 10 558 opere, compresi 2147 doppioni che, nel tempo, furono venduti o scambiati. Un'altra fonte afferma invece che la doppia inaugurazione avvenne il 15 agosto, lo stesso giorno nel quale la Malatestiana aveva aperto i battenti nel 1454. Risolta la lunga questione riguardante la biblioteca, la municipalità passò a occuparsi con più attenzione di Faletti, che aveva inviato un'imperiosa richiesta di aumento salariale. Nel 1808 ebbe autorizzazione ad allontanarsi da Cesena per affari personali e fu rimpiazzato, pro tempore, da Giovanni Carli (anche lui avvocato). Si rese però irreperibile, inviò certificati medici per giustificare la sua assenza ma continuò a chiedere uno stipendio superiore al punto che, alla fine del 1809, Carli lo sostituì definitivamente: tenne il posto di bibliotecario fino al 1816, quando subentrò il frate agostiniano John Cooke, un irlandese che da anni viveva a Cesena insegnandovi filosofia e retorica.
Nel frattempo il Regno d'Italia aveva emanato il decreto del 25 aprile 1810 che soppresse tutti gli ordini religiosi superstiti sul suo territorio; ne derivò una seconda ondata di confische di materiale librario. In questo contesto la municipalità di Cesena mise gli occhi sui circa 24 corali custoditi nell'Abbazia di Santa Maria del Monte, gestita dai benedettini: gli spartiti erano ritenuti di un certo pregio e, inoltre, si voleva riempire le scansie di alcuni plutei della Malatestiana. Il bibliotecario Carli riuscì a ottenerli nel 1812. Negli stessi anni egli si era occupato di potenziare la biblioteca comunale che, già al settembre 1811, contava circa 15 000 volumi. Si tratta comunque di una cifra ingannevole, perché in buona parte erano libri devozionali, liturgici o teologici, mentre grave era la carenza «di matematica, di storia naturale, di fisica, di medicina e di […] altre scienze profane», per non parlare dell'assenza dei più recenti dibattiti accademici. Infatti continuavano a mancare stabili mezzi finanziari per acquistare volumi nuovi e aggiornati: i doppi erano già stati venduti entro il 1809 e i guadagni così realizzati erano serviti ad acquistare volumi di agraria. Carli dovette arrangiarsi con l'annuale fondo di 250 lire concesso dal comune, rivelandosi funzionario diligente e preciso. Tenne anche una puntuale documentazione sui pezzi che man mano aggiunse a entrambe le biblioteche. Ad esempio risale al luglio 1814 l'acquisto di un codice del XV secolo, intitolato Capitula Consilii Civitatis Cesenae, che confluì nella Malatestiana.

### Il XIX-XX secolo e gli anni 2000

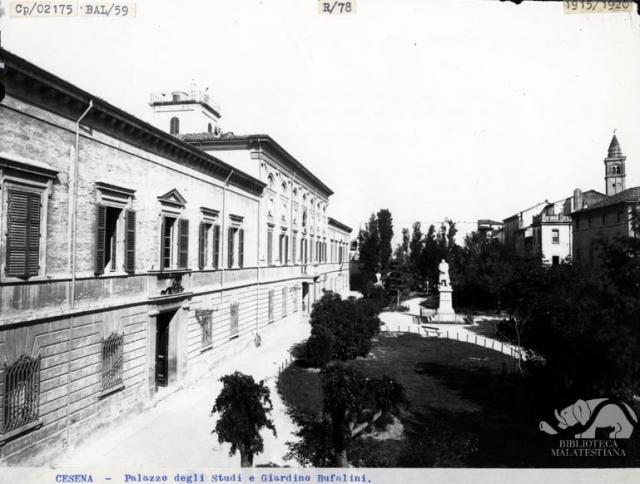
Il prospetto principale del complesso che accoglie la Biblioteca Malatestiana in una fotografia scattata tra la fine dell'Ottocento e gli inizi del Novecento da Augusto Casalboni

Il crollo del Primo Impero francese e del Regno d'Italia napoleonico non ebbe conseguenze dirette sulla Malatestiana che, con Cesena, tornò nei confini del ripristinato Stato Pontificio; la Restaurazione riattivò inoltre gli ordini religiosi, ma i frati francescani non tornarono al loro convento e alla loro chiesa: gli edifici passarono così in toto sotto la giurisdizione pubblica. Nel 1826 fu nominato bibliotecario Cesare Massini, che nei tre anni successivi redasse un nuovo catalogo: il documento elencava 14 812 volumi, 476 manoscritti e 897 opuscoli, ma non tenne in conto un gruppo di volumi mandati al macero due anni prima (per lo più libri di preghiere). Comunque, ancora nel corso dell'Ottocento, le due biblioteche continuavano a essere meta di un pubblico strettamente elitario e divennero pubbliche nell'accezione odierna del termine solo nel 1868-1869, nel contesto del processo d'unificazione italiano. In questo biennio la comunale si accrebbe di oltre 4200 pezzi, tuttavia quasi tutti volumi arrivati dalle corporazioni religiose che erano state soppresse una seconda volta dal nuovo governo nazionale; nel 1870 fu inventariata e riorganizzata da funzionari inviati da Firenze (capitale provvisoria del rinato Regno italiano) che contarono 17 385 pezzi dopo l'eliminazione di doppioni e libri inutili. Si era comunque mantenuta critica la carenza di opere in numerosi campi di studio: testi classici, in lingue straniere, di fisica. L'allora bibliotecario Raimondo Zazzeri lamentò il vero e proprio diluvio di scritti devozionali e l'insufficienza delle risorse economiche, sebbene il sindaco e la giunta avessero aumentato a 1000 lire l'annuale sussidio. Soltanto negli ultimi anni del XIX secolo furono acquisite una serie di collezioni private più o meno vaste, più o meno fornite, e la comunale iniziò davvero a mostrare una varietà di argomenti; visse una parallela crescita la collezione di opuscoli, che superò le 5300 unità. Sempre sullo scorcio dell'Ottocento la biblioteca comunale fu spostata nell'ex dormitorio dei frati allo scopo di rettificare le modifiche strutturali del progetto dell'architetto Marconi: tornò nell'ex-convento nel 1926, dove si arricchì grazie a numerose donazioni di letterati, studiosi e cittadini cesenati.

Francobollo dedicato alla biblioteca, emesso nel 2008 dall'Istituto Poligrafico e Zecca dello Stato e opera di Rita Morena

Tali interventi alla Malatestiana comunale si inquadravano nella progressiva trasformazione urbanistica che, nel corso del XIX secolo, aveva interessato tutta l'area un tempo compresa nel perimetro conventuale. Già nel 1807 era stato abbattuto il campanile della chiesa di San Francesco, quindi nel 1824 la sagrestia fu rasa al suolo; dal 1837 parte del vecchio convento fu restaurata per creare aule scolastiche che, dal 1860, ospitarono un liceo classico. La chiesa fu demolita nel 1842-1844 ma l'abside, rimasto in piedi, fu in seguito unita all'abitazione privata del medico Maurizio Bufalini: a questi fu in seguito intitolata la piazza organizzata sul terreno dove era sorta la chiesa. Negli anni venti del Novecento si verificò una serie d'interventi all'atrio dell'Aula del Nuti che si estesero alla sala di fronte, adibita a conservare il fondo di papa Pio VII (o Biblioteca Pïana). La Malatestiana antica e quella comunale sopravvissero intatte alle distruzioni della seconda guerra mondiale e mantennero l'impostazione ottocentesca sino al 1980, quando la giunta comunale varò un ambizioso programma di ristrutturazione e ampliamento. La Malatestiana storica, i fondi della Biblioteca Pïana, Comandini, risorgimentali e una serie di corali furono raggruppati nel "Settore di conservazione e ricerca" e buona parte del resto del complesso francescano fu restaurato e riorganizzato per dare vita al "Settore di informazione e pubblica lettura", comprendente 30 000 volumi inseriti in scaffalature aperte: organizzate secondo il sistema di classificazione decimale Dewey, rappresentarono una soluzione all'avanguardia. Infine fu allestita una "Sezione ragazzi" con circa 10 000 volumi. Il Settore informazione e la Sezione ragazzi furono inaugurate nel 1983 in spazi assai capienti.
La biblioteca aveva assunto ormai veri caratteri pubblici ed era diventata fulcro di una rete di coordinamento bibliografico policomunale; adottò anche sistemi informatici per allacciarsi al polo Romagna dipendente dal Servizio bibliotecario nazionale e garantire, alla cittadinanza cesenate così come alle comunità vicine, uno strumento efficiente di consultazione, nonché di osmosi tra le varie raccolte comunali. La rete informatica ha inoltre permesso di tracciare il prestito interbibliotecario ed elencare i singoli patrimoni dei vari enti librari. Al 1992-93 le due raccolte, antica e moderna, possedevano 380 000 volumi, 20 000 manoscritti comprese lettere, oltre 300 incunaboli, 4000 cinquecentine, 1000 periodici nella maggioranza cessati, 15 quotidiani. In quel biennio si registrava mediamente la visita di 250-300 utenti al giorno e, mensilmente, erano elargiti 3000 prestiti. Nel giugno 2005 l'UNESCO riconobbe alla Malatestiana cruciale importanza culturale, storica e umanistica e la inserì nel registro Memoria del mondo (primo bene culturale italiano a conseguire tale riconoscimento): si tratta di un caso unico in Italia, in quanto è la sola biblioteca umanistico-rinascimentale arrivata intatta fino a noi. L'anno successivo il liceo classico cambiò sede e cedette le sue aule alla biblioteca comunale, che fu ribattezzata "Grande Malatestiana".
Il 19 settembre 2008 Poste italiane ha emesso un francobollo dedicato alla biblioteca, sulla serie tematica "Il patrimonio artistico e culturale italiano".

## Descrizione

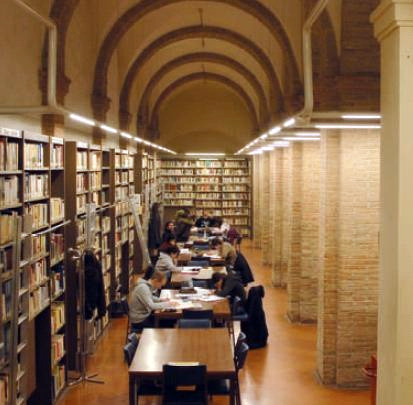
Una sala della sezione moderna della Biblioteca Malatestiana

La Biblioteca Malatestiana sorge sul lato settentrionale di piazza Bufalini, situata nel centro storico di Cesena e dedicata nel 1883 al medico e clinico Maurizio Bufalini: una sua statua è al centro della piazza, ma è rivolta verso ovest, perché al momento della sua collocazione l'accesso da sud alla biblioteca era impedito da palazzo Almerici, demolito solo negli anni sessanta del XX secolo e ricordato solo dal nome della piazza che l'ha sostituito. Il complesso bibliotecario è delimitato sul lato occidentale da via Montalti, su quello orientale da palazzi e abitazioni private (nelle quali fu inglobata l'abside della vecchia chiesa di San Francesco) e, a nord, da parte del secondo chiostro conventuale. A sinistra dell'ingresso della biblioteca si trova il busto di Renato Serra, scrittore, critico letterario e bibliotecario che morì in giovane età, nel corso della prima guerra mondiale. All'interno il visitatore si trova in un'anticamera con tre porte: quella di sinistra sbocca nella Sezione ragazzi e quella centrale conduce alla Malatestiana nuova. Andando a destra si percorre uno scalone introducente a un largo corridoio al primo piano, restaurato nel 2015 e che in fondo piega a destra e prosegue diritto. A metà strada, a sinistra, si apre la Sala Lignea, arredata agli inizi del XX secolo con rivestimenti in stile settecentesco e usata come sala di lettura fino al 1983. Le cimase decorative sono pezzi originali, restaurate dalla fine degli anni novanta e rimesse al loro posto nel 2006.
Questo ambiente introduce, a sua volta, alla biblioteca Pïana. Il corridoio conduce all'Aula del Nuti, in fondo a destra, annunciata da un vestibolo che la separa dalla biblioteca Pïana, esattamente di fronte. L'ingresso dell'Aula è un portale ad architrave in pietra di 2,336 × 1,550 metri, affiancato da due semipilastri scanalati con capitello vagamente ionico; è sormontato da un frontone contenente un elefante, simbolo della signoria malatestiana, e il motto in latino Elephas Indus culices non timet ("L'elefante indiano non teme le zanzare"). Il simbolico animale è riproposto, incorniciato da otto stemmi malatestiani, in una larga targa che svetta all'apice del frontone. Il portone è in legno di noce scurito, presenta una doppia serratura e fu completato nell'agosto 1454 dall'artigiano Cristoforo da San Giovanni (come recita l'iscrizione in alto). Le fonti sono concordi nel descriverlo come un'opera rara e pregevole: i due battenti sono suddivisi in scacchiere da 24 riquadri l'uno e, del totale di 48, 44 sono impreziositi da motivi rotondeggianti o gotici. A destra del portale, sulla parete, è stata posta un'epigrafe che ricorda l'architetto, Matteo Nuti da Fano: il testo ha però suggerito speculazioni su una possibile partecipazione di Leon Battista Alberti alla progettazione, del quale Nuti era allievo. Peraltro, non smentisce né conferma l'ipotesi che Nuti agisse in funzione di coordinatore capo di gruppi di diverse maestranze, ingaggiate nella fabbrica della Malatestiana.

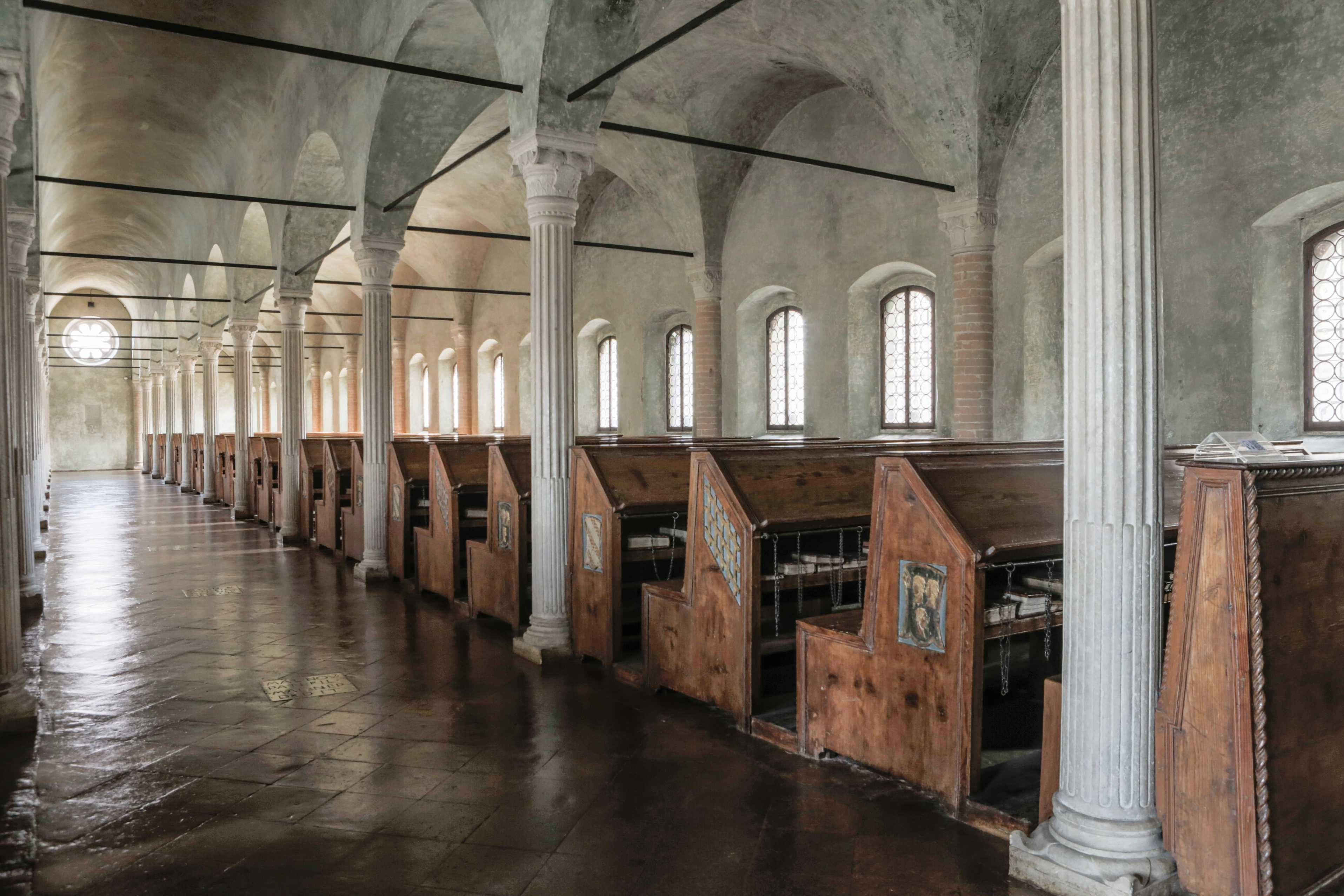
Uno scorcio dell'Aula del Nuti

L'Aula non è stata minimamente modificata dalla sua originale forma, né sono state aggiunti riscaldamento o luce elettrica. La sala basicale è lunga 40,85 metri e larga 10,40, suddivisa da colonne di pietra calcarea in tre navate. La centrale, più stretta, ha coperture a volta a botte, le più ampie laterali a crociera. Ogni colonna ha un proprio capitello personalizzato e ciascuna è collegata da una campata ad arco a un semipilastro in mattoni, collocato lungo la parete; le colonne costituiscono inoltre undici campate ad arco per lato. Sembra che in realtà le campate dovessero essere dodici, come dimostrerebbero antiche fondazioni rinvenute casualmente: pare che la costruzione fu interrotta per il naufragio di una nave recante a bordo manoscritti dall'Oriente, cosa che modificò le necessità di spazio e suggerì di accorciare l'Aula. La luce entra da ventidue coppie di finestre archiacute ricavate in corrispondenza delle campate, tra i semipilastri, e da un semplice rosone in fondo alla navata centrale. L'attenzione dedicata alla diffusione della luce naturale e il minuzioso calcolo della direzione dei fasci servirono a garantire durevole luminosità ed esaltare la colorazione dell'Aula: bianco per le colonne e i soffitti, verde per le pareti (sbiadito nel corso dei secoli, ma mai ritinteggiato), rosso per il pavimento in cotto e i semipilastri. Si trattava dei colori della signoria malatestiana.
Nelle navate laterali sono distribuiti 58 plutei in legno di pino. Di costruzione semplice e solida, integrano al sedile con schienale inclinato un leggio e, sotto, una scansia dove i codici sono ancor oggi conservati; ciascuno è vincolato a una barra di ferro battuto orizzontale da una catena, inserita nel dorso, in modo da impedire furti oppure confusione nel riporre i codici, i quali continuano a rispettare la collocazione data loro in passato. L'Aula contiene un gran numero di rimandi al mecenate Novello Malatesta: la navata centrale ospita, a intervalli regolari, formelle in pietra che ne ricordano il ruolo di promotore e mecenate (Mal(atesta) Nov(ellus) Pan(dulphi) fil(ius) Mal(atestae) nep(os) dedit, ovvero "Malatesta Novello, figlio di Pandolfo nipote di Malatesta, diede"). I capitelli sono ricchi di scudi con la grata, la scacchiera e il terzetto di teste, tipici simboli della casata. I plutei, sul lato che guarda la navata centrale, hanno impresso il blasone della famiglia; sotto il rosone si staglia la pietra tombale di Novello, che vi fu sistemata dopo la demolizione della chiesa di San Francesco a metà Ottocento. Addirittura sulla prima pagina di ogni codice spiccano le iniziali "M" e "N" dipinte spesso in oro, separate da un circolo dorato raffigurante uno degli emblemi dei Malatesta. L'impostazione generale della sala, che univa religiosità e cultura, si impose come modello per costruzione di altre biblioteche monastiche italiane come quella del convento di Santa Maria delle Grazie a Milano, di San Domenico a Perugia e la biblioteca nell'Abbazia di San Giovanni Evangelista a Parma.

## Patrimonio documentario

### I libri della Malatestiana antica

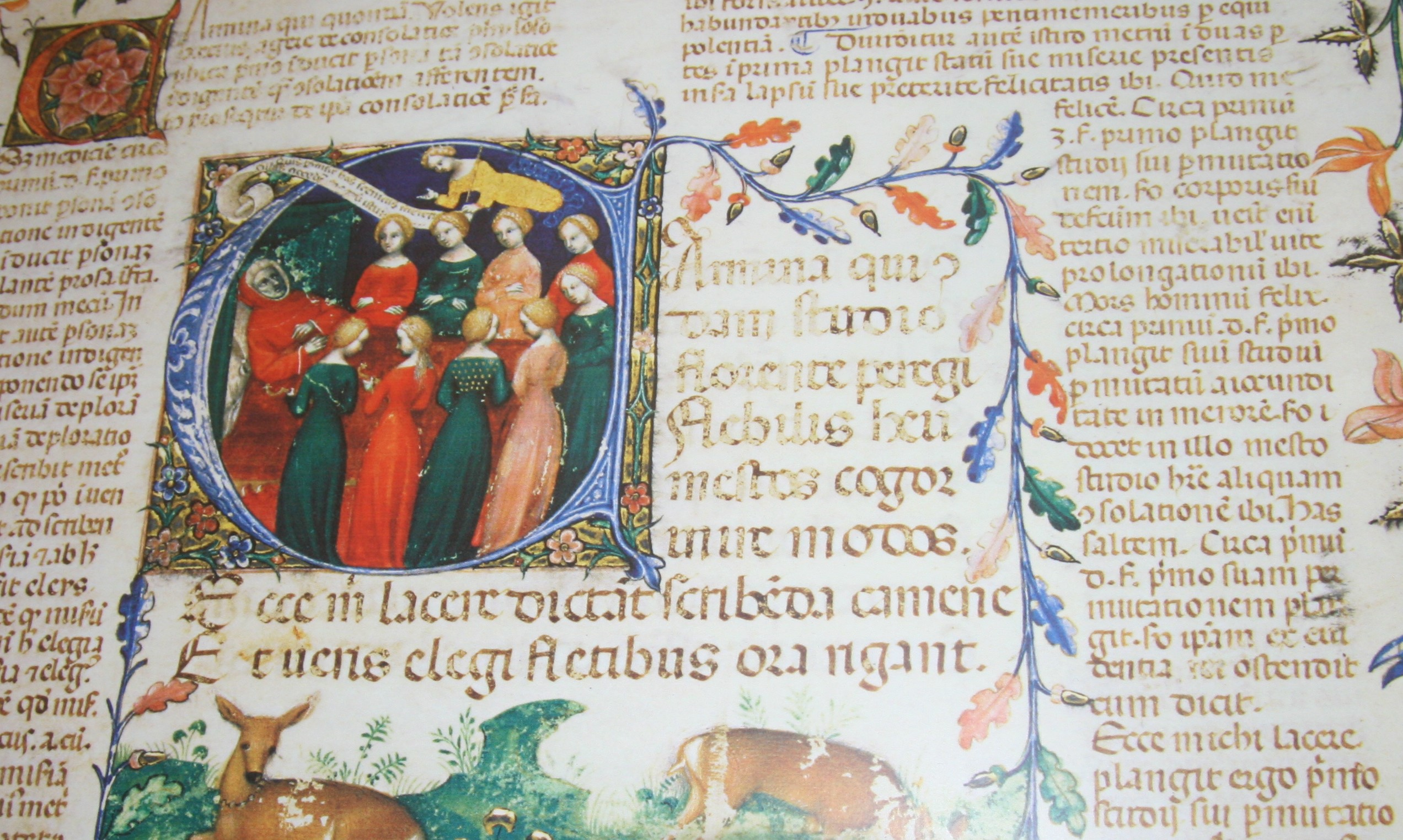
Dettaglio di una pagina del De consolatione philosophiae di Severino Boezio; è una copia manoscritta risalente alla metà XIV secolo

Alla morte di Novello, il 20 novembre 1465, la Malatestiana annoverava circa 50 codici già appartenenti ai frati, il fondo del signore deceduto (126 codici copiati su commissione e circa 24 da lui acquistati) e infine 5 manoscritti giuridici, entrati nella raccolta in un momento indeterminato. Il patrimonio francescano era di carattere teologico-filosofico ed esegetico, ma oggi è di ostica ricostruzione; si è piuttosto sicuri nell'attribuirgli solo una Bibbia del XIII secolo, con miniature di squisito disegno. L'analisi dei documenti legislativi ha invece dimostrato la loro origine bolognese e quello titolato Pandette si segnala per la rintracciabilità delle fasi nella lavorazione miniaturale. I 126 codici commissionati sono quasi tutti confezionati in pelle di capretto; ogni pelle equivaleva a due fogli circa. Ciascun codice è costituito da fascicoli o quaderni, a loro volta composti da un numero variabile di fogli (3-5) piegati in due, per un massimo di 10 carte, o pagine, a fascicolo. Furono prodotti da uno scriptorium appositamente finanziato a Cesena, che riuniva specialisti delle varie branche (amanuensi, legatori, miniatori) giunti da molte parti d'Europa, talvolta anche solo di passaggio: sappiamo ciò dai colophon, le note d'apertura o chiusura ai codici che possono riportare, tra le altre, sintetiche informazioni biografiche. Questi manoscritti si caratterizzano per decorazioni eleganti e temperate, disegni miniati a soggetto idealizzato, o ispirati alla flora e alla fauna, ma soprattutto per i "bianchi girari", sottili intrecci candidi di foglie di vite, qualche volta arricchiti da puntini rossi. I girari stessi mostrano progressive evoluzioni e cambiamenti negli esemplari, diventando man mano più pieni e più robusti.

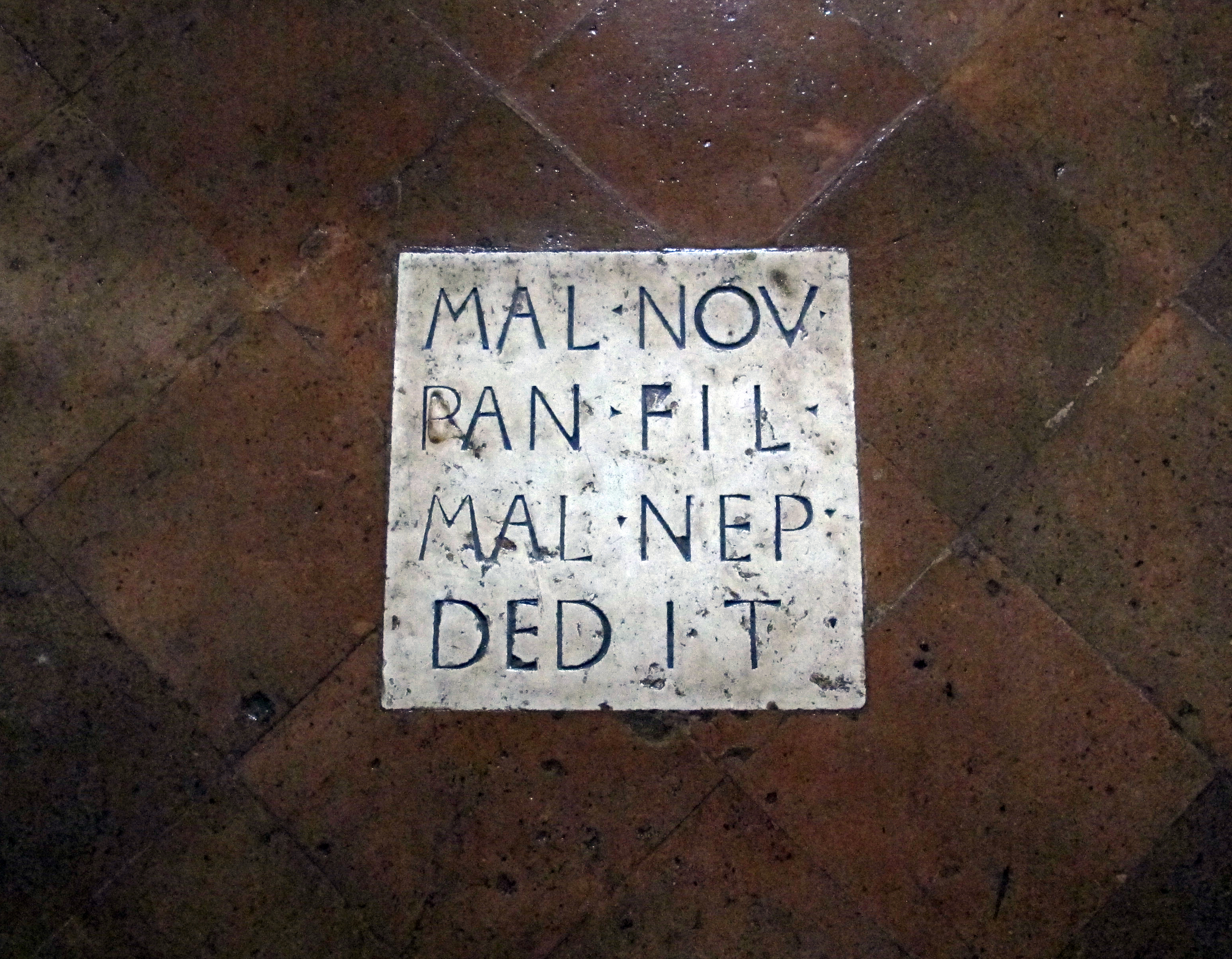
L'epigrafe celebrativa, ripetuta nel pavimento dell'Aula

La ricorrenza dei simboli e degli stemmi dei Malatesta è regolare e fitta, dominata dal rosso, dal verde e dall'oro ‒ tipici colori dell'araldica. Esistono differenze anche notevoli tra gli esperti d'origine italiana, i quali adottarono una calligrafia più lineare, classicheggiante, e quelli francesi, olandesi o tedeschi, identificabili per lo stile marcatamente gotico. Di questi 126 codici si può apprezzare anche l'omogeneità quasi assoluta di tecniche costruttive e nei materiali utilizzati: ad esempio tutte le cuciture sono nervi bovini, le legature in faggio sono praticamente standard e le copertine in cuoio di capra, con nove borchie anteriori e cinque posteriori, rappresentano di gran lunga il modello più diffuso. Allo stesso modo le stampe a secco di copertina sono diversificate nei soggetti, ma pressoché uguali per l'organizzazione. Nei titoli della raccolta malatestiana ci sono Padri della Chiesa e opere greche in traduzione (con particolare predilezione per gli storici e per le scoperte degli umanisti), grandi letterati dell'antichità come Platone e Decimo Giunio Giovenale, altri classici minori e alcuni trattati scientifici. L'unica opera in lingua volgare è il Dittamondo di Fazio degli Uberti, risalente al XIV secolo. Lo scriptorium produsse anche una parte dei 119 codici appartenuti al medico personale di Novello, Giovanni di Marco: donati alla biblioteca nel 1474, secondo il testamento del medico, hanno le medesime peculiarità dei 126 codici del signore. Per motivi vari, solo 70 circa sono rimasti nell'Aula del Nuti. Sono manoscritti scientifici, in grande maggioranza copie dei lavori di Avicenna, Ippocrate e Galeno. Tra i codici il più antico in assoluto è risultato essere le Etymologiae del dotto ispanico Isidoro di Siviglia, che fu copiato a Nonantola nel IX secolo e che arrivò, forse al principio del XIV secolo, a Cesena. Si tratta di una massiccia enciclopedia in venti libri, nei quali l'autore volle concentrare tutto il sapere umano nei campi più svariati. Il volume rilega anche, in fondo, un gruppo di testi di catechesi e, come spesso accade nei volumi antichi, sono facilmente consultabili annotazioni, postille e integrazioni accumulatesi nel corso del tempo. Il più sfarzoso è invece il De Civitate Dei, in particolare per l'incipit raffigurante Sant'Agostino nel suo studiolo.

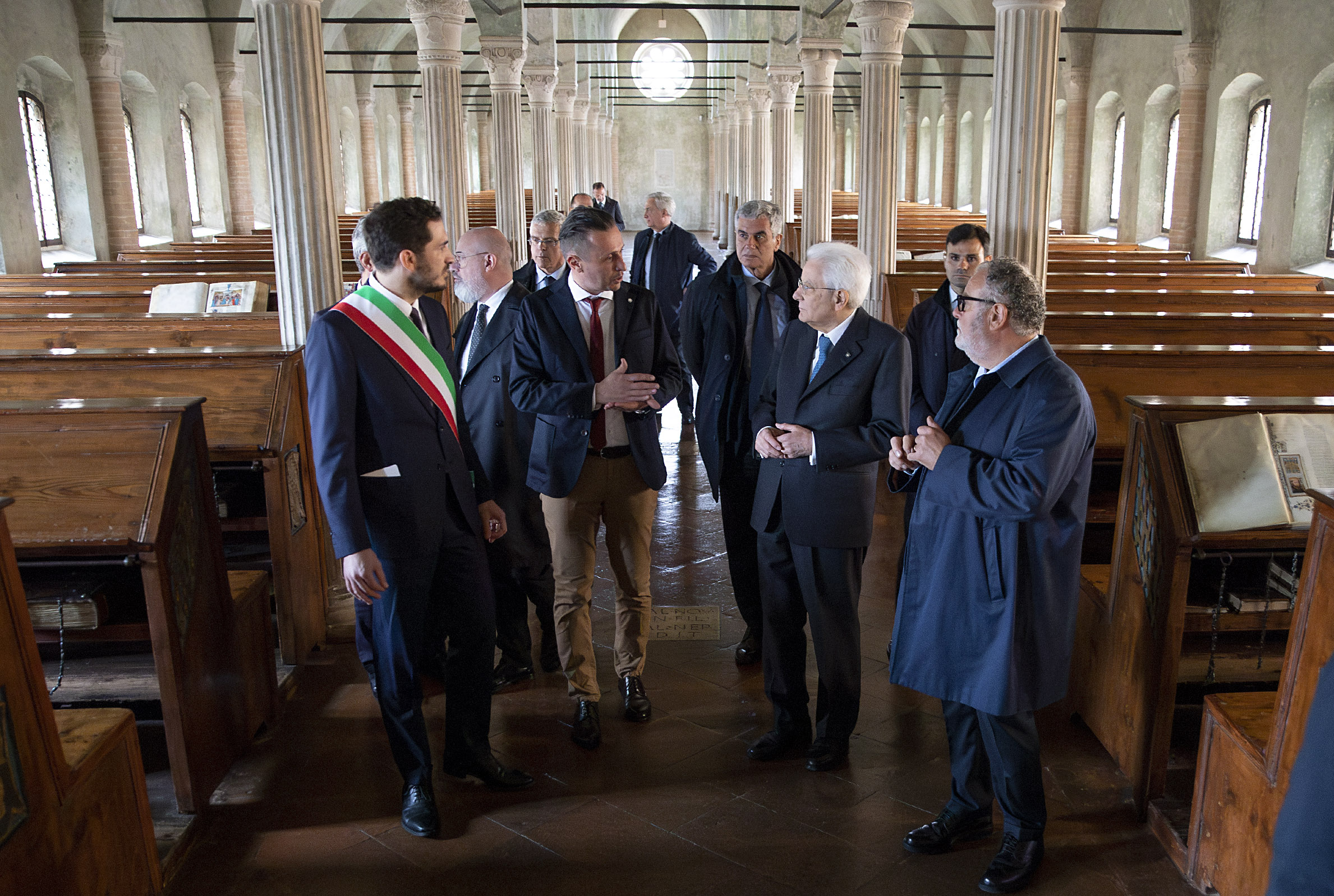
Il Presidente della Repubblica Italiana Sergio Mattarella visita la rinascimentale Aula del Nuti della Biblioteca Malatestiana (2 maggio 2023).

Tra i volumi della Malatestiana antica spiccano sei incunaboli, tutti prodotti a Venezia: il De evangelica preparatione, il De Ortographia, il De honore mulierum, le Sententiae; le ultime due, Historia Baetica e Fernandus servatus, sono opere teatrali ispirate dalla caduta finale del regno islamico in Spagna, nel gennaio 1492, ma sono riunite in un unico tomo. Esiste inoltre un settimo incunabolo, realizzato però a Cesena nel 1495 e intitolato Pronosticon dialogale: è costituito da otto carte in calligrafia gotica e riporta un dialogo immaginario tra l'autore Manilio da Bertinoro (cubicolario di papa Sisto IV e papa Giulio II), Niccolò Fieschi (governatore di Cesena a cavallo tra XV-XVI secolo) e il fratello Giovanni circa le possibili, disastrose conseguenze derivanti da un allineamento planetario, avvenuto nel 1484. Sono state preservate anche svariate cinquecentine, per buona parte edite a Bologna, Venezia o Cesena, ma non manca un gruppo sostanzioso di derivazione francese (Parigi e Lione); alcune sono dono dello storico e cronista locale Ettore Bucci o di Niccolò II Masini. Tra i volumi prodotti nella città figura il curioso De gelidi potus abusu, che biasima il consumo esagerato di gelato nelle ricche famiglie aristocratiche in piena estate. L'opera è introdotta da un ricco frontespizio, ottenuto con la tecnica della xilografia, nel quale il titolo appare costituito da lettere in vari stili: fu stampato nel 1587 insieme a un altro libro, il Discorso in difesa della Commedia dello studioso Jacopo Mazzoni, appassionato intervento volto a riconfermare la superiorità dell'opera dantesca su Il Canzoniere. I libri a stampa risalenti al XVII secolo furono quasi tutti rilegati a Cesena dalla casa editrice Neri, gestita dal padre e dal figlio, mentre il secolo successivo è per lo più rappresentato dai tomi del matematico cesenate Giuseppe Verzaglia.
Dopo il 1807 l'Aula del Nuti cessò di essere rifornita di codici che, da allora, ammontano a 345 manoscritti e 48 a stampa.

### La biblioteca Pïana

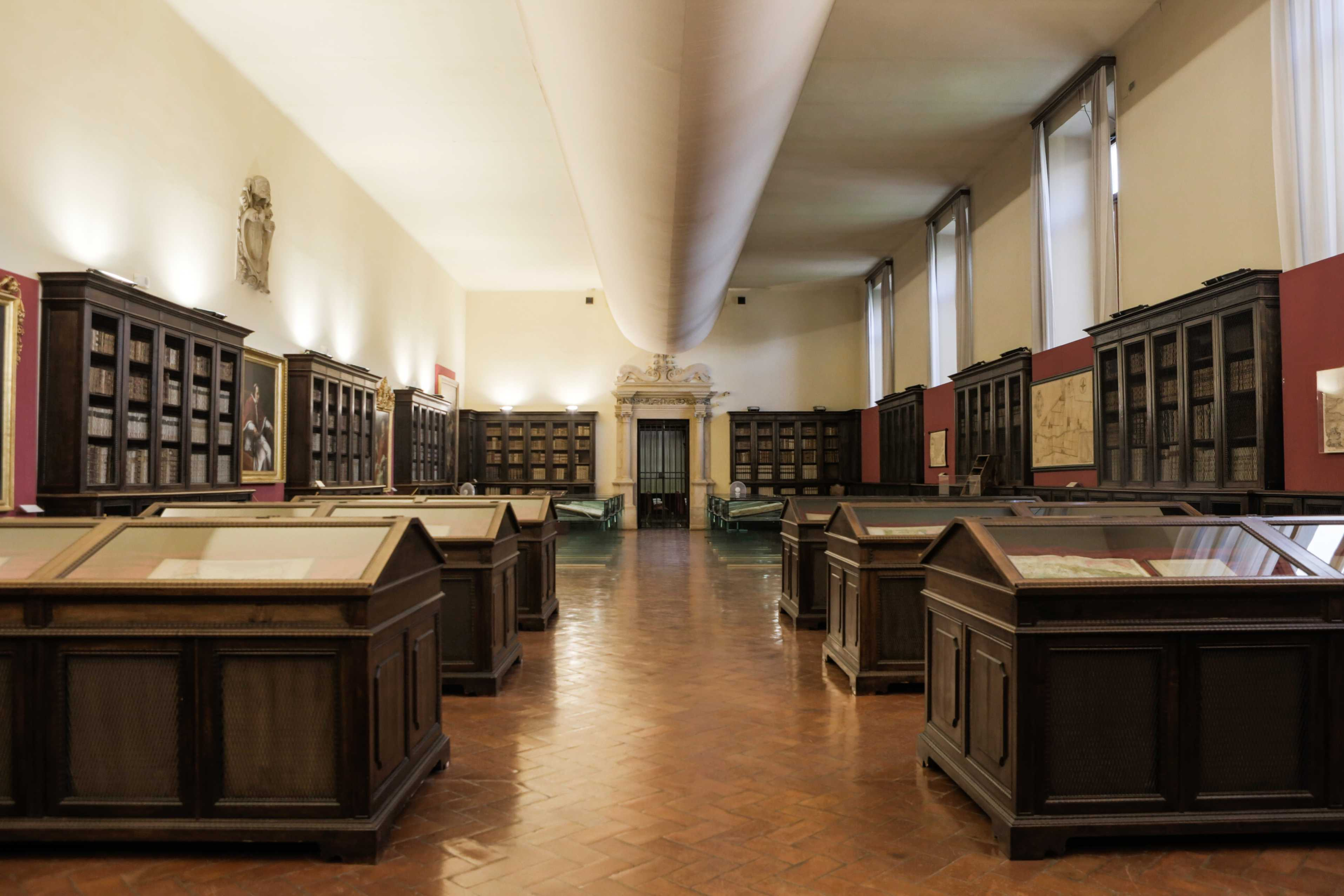
La biblioteca Pïana: si notano le grosse teche espositive

Nel proprio testamento papa Pio VII decise di affidare la sua collezione libraria all'abbazia di Santa Maria del Monte, con il compito di conservarla per la famiglia Chiaramonti, che ne mantenne la proprietà de iure. Nel 1866 il Regno d'Italia incamerò l'intera raccolta, come conseguenza dello smantellamento degli ordini monastici su tutto il territorio del regno, e ne affidò le cure al comune di Cesena: la famiglia Chiaramonti iniziò allora un'azione legale per possesso illecito contro il comune. Il contenzioso durò diversi decenni, con varia intensità e alcuni temporanei compromessi; fu risolto solo nel dicembre 1941, quando lo stato si offrì e ottenne di comprare l'intera collezione che, da allora, è esposta in un grande salone a pianta rettangolare nella Malatestiana, dirimpetto all'Aula del Nuti. La cosiddetta biblioteca Pïana annovera 5000 volumi, compresi 26 incunaboli e 26 cinquecentine, che racchiudono circa 2800 opere differenti; annesso alla raccolta papalina è anche un gruppo di 69 preziosi codici (dei quali due terzi risalenti al XVI secolo) ceduti dalla nobile famiglia romana dei marchesi Lepri al pontefice assieme ad altri manoscritti, per porre rimedio alle perdite bibliografiche cagionate dall'occupazione francese. I volumi di questa raccolta sono spesso dotati di rilegature raffinate, compreso il più piccolo libro a stampa al mondo (appena 15 × 9 mm), edito nel 1897 dai fratelli Salmin di Padova e contenente una lettera di Galileo Galilei alla granduchessa Cristina di Lorena: lo scienziato la confortava sulla coesistenza, possibile, tra fede cristiana e teoria copernicana. In grandi espositori chiusi da teche in vetro sono deposti, aperti, sei corali e un kyriale di straordinaria fattura, decorati con opulente miniature dense di riferimenti iconografici: appartengono a una serie di otto volumi commissionata dal vescovo Giovanni Venturelli negli anni settanta-ottanta del XV secolo. Tuttavia furono collocati nella Pïana solo nel 1923, quando furono ceduti dall'archivio del capitolo del duomo di Cesena.
La Pïana conserva, inoltre, la mutilata commissione di codici voluta dal cardinale Bessarione, importante filosofo e umanista dell'Impero bizantino. In origine si trattava di 18 pezzi preparati nella regione compresa tra Bologna e Ferrara a cominciare dal 1450 circa; comprendevano sette corali che Bessarione intendeva donare a un convento francescano di Costantinopoli. Tuttavia, dopo la caduta della città a opera dell'Impero ottomano, il cardinale lasciò cadere il suo intento e, nel 1458, fu contattato da Novello e Violante Malatesta, che lo convinsero a consegnare i codici alla Chiesa e convento dei frati Minori Osservanti (nato su impulso della signoria). Dopo le confische del periodo rivoluzionario e napoleonico una parte dei codici confluì nella Malatestiana ma, in seguito alla seconda soppressione clericale del 1866, decisa dallo stato italiano, le opere andarono disperse e solo sette codici furono trattenuti dalla biblioteca. Uno è ricomparso a fine 2002 a un'asta londinese, subito acquistato dall'istituzione cesenate. Rilevanti sono pure l'Evangeliario di papa Chiaramonti e il Decretum Gratiani. Il primo, quasi sicuramente adibito in passato a uso liturgico, come sembrerebbero testimoniare i passi evidenziati, è stilato in calligrafia carolina con influssi orientali nelle miniature dorate; è databile al 1104. A renderlo straordinario concorre il realistico disegno sul verso della prima pagina: una scena di offerta di tre laici (due uomini e una donna) a Cristo, seduto su un trono e affiancato da due santi. Il Decretum è una raccolta ragionata e organizzata delle contrastanti leggi canoniche cristiane tra II-III e XII secolo; il risultato fu talmente professionale che divenne la radice del moderno diritto canonico. Il libro è caratterizzato da un complesso apparato iconografico e da vivaci colorazioni. Altri pezzi di grande pregio sono un Messale romano, databile agli inizi del XV secolo e impreziosito da una crocefissione miniata, e un esemplare della Cosmographia di Claudio Tolomeo, con tavole colorate attribuite a Taddeo Crivelli: sebbene riporti la data 1462, pare che il vero anno d'edizione fosse compreso tra il 1477 e il 1482.

### I fondi dai privati

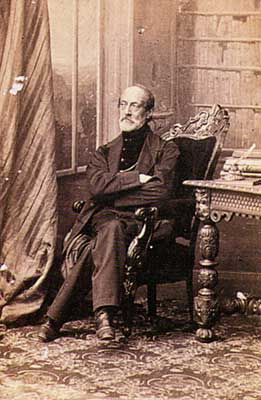
Una fotografia di Giuseppe Mazzini proveniente dal Fondo Comandini

Uno dei fondi privati più cospicui, donati alla Malatestiana, è quello di Alfredo Comandini, storico e giornalista, deputato e direttore di varie testate negli ultimi trent'anni del XIX secolo. Accumulò una vasta raccolta di ogni genere di materiale stampato, fotografico, manoscritto che, alla sua morte del 1923, fu presa in carico dal cugino Ubaldo, assistito dalla vedova e dal figlio Federico. I due uomini non erano capaci, da soli, di catalogare e ordinare tutto il materiale e si affidarono al bibliotecario Giannetto Avanzi, che si dedicò al suo compito in un appartamento a Roma, dove era stata concentrata la collezione. Al principio degli anni sessanta Federico e il fratello Giacomo convennero di non essere in grado di mantenere e curare in modo appropriato una quantità tanto vasta di oggetti e decisero di donare tutto alla Malatestiana. La biblioteca accettò e il 15 marzo 1970, completato il trasferimento negli spazi cesenati, il fondo Comandini fu aperto al pubblico. Include 13 367 volumi, quasi 13 000 opuscoli, 4 600 stampe d'epoca, 479 manoscritti, 1 518 titoli di periodici e 397 di quotidiani, oltre a 6 000 immagini o fotografie, 966 medaglie e 692 monete. Una raccolta di questo genere offre una prospettiva trasversale, della durata di circa un secolo, sulla storia contemporanea d'Italia e anche d'Europa.
Nella sala di fronte a quella della collezione Comandini si trova la ex biblioteca della famiglia Nori. Dalla fine del XVIII i Nori avevano cominciato un'alacre opera di acquisto bibliografico, tramandando la crescente raccolta fino al 1985 circa, quando i discendenti decisero di cederla alla Malatestiana. La donazione e lo spostamento avvennero in due tempi (nel 1986 e nel 1988) e la biblioteca dovette essere inventariata: il fondo risulta essere composto da 31 manoscritti, un incunabolo, 329 cinquecentine, più di 4 300 libri che spaziavano dall'età moderna al XX secolo, decine di periodici e quotidiani e altro materiale cartaceo.
Oltre ai fondi Comandini e Nori, che sono i più grandi, altre famiglie decisero di rendere la Malatestiana destinataria delle loro biblioteche. Già nel 1736 il testamento di Giovan Battista Braschi cedeva all'istituzione i suoi 766 volumi, atto che però avvenne formalmente nel 1802. Sono considerati il nucleo iniziale della biblioteca comunale ma, nel corso del secolo, sono stati smistati: l'unico modo per riconoscerli è attraverso l'ex libris che il proprietario vi aveva applicato. Nel 1873 Teodoro Cavallotti donò la propria collezione di testi medici (1 327 libri) e la vedova dell'avvocato Lazzaro Bufalini devolse i 738 volumi di carattere giuridico del marito. Due anni più tardi la Malatestiana comunale incamerò numeroso materiale (8 000 pezzi, compresi opuscoli) dallo stimato medico Maurizio Bufalini; a fine secolo accettò le raccolte private dalle famiglie Allocatelli, Fabbri, Finali, Rambelli e Trovanelli. Nel 1935, a distanza di vent'anni dalla morte, fu inaugurato il fondo Serra che custodisce le carte del bibliotecario; questo fondo ha continuato a ingrossarsi di lettere e cartoline fino agli anni sessanta. Tra il 1948 e il 1963 fu assemblato il fondo Grilli, composto da 42 manoscritti, vari appunti sfusi e un centinaio di lettere. Infine la Malatestiana mantenne la lunga tradizione di conservazione di opere cartacee le più varie, ancora viva in età contemporanea: sono consultabili disegni, stampe, incisioni, riviste per un totale di 850 unità – molte delle quali fanno parte della donazione dell'architetto Amilcare Zavatti, coinvolto nei piani urbanistici di Cesena. Il variegato patrimonio della biblioteca è completato da diapositive, fotografie, un laboratorio per microfilmatura, che ha digitalizzato i codici dell'Aula del Nuti e una selezione di manoscritti della città, e l'archivio della Società miniere sulfuree di Romagna

### I beni archeologici e artistici

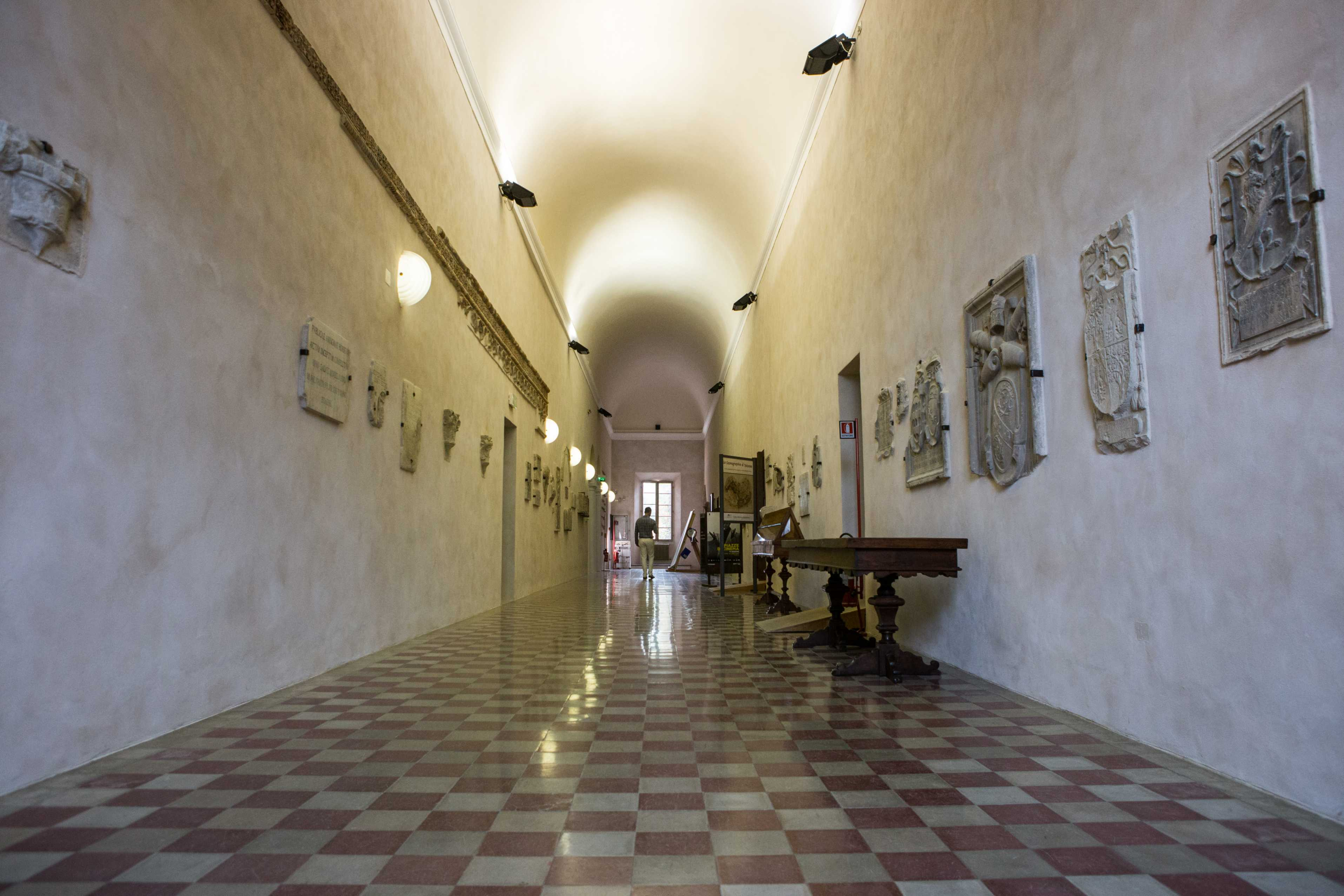
Uno dei corridoi su cui sono stati esposti reperti archeologici, in particolare lapidi

Nel 1813 il bibliotecario Giovanni Carli ricevette dal sindaco un antico vaso, trovato nel corso di alcuni lavori stradali: egli ritenne di conservarlo in Malatestiana, dando inizio a una caratterizzazione bicefala di biblioteca e "museo archeologico". Il corridoio al primo piano è difatti costellato dai più svariati reperti, provenienti dalla città ma soprattutto dal chiostro di San Francesco: inseriti nelle murature, si tratta per lo più di lapidi, epigrafi, stemmi, frammenti di cornicioni e colonne, di targhe e di epitaffi, riferentesi a famiglie cesenati, a cardinali e a cittadini. Si datano tra il XIV e il XVIII secolo e sono stati qui collocati solo durante il Novecento.
Nell'ambiente in fondo e a sinistra del corridoio al primo piano, in corrispondenza della svolta a destra, è esposta la scultura San Giorgio che uccide il drago, scolpita in rilievo su una lastra di 1,63 × 3,91 metri in pietra d'Istria. È stata datata al 1420 circa: il riquadro centrale, più grande, raffigura il santo nell'atto di trafiggere l'animale; il rilievo di sinistra è composto da un elmo e un leopardo, quello di destra da un elmo con cimiero a forma di elefante. In base a questa precisa iconografia, è stata avanzata l'ipotesi che la lastra sia un monumento celebrativo della vittoria dei Malatesta sui Visconti di Milano (che si indicavano proprio con un leopardo) presso porta Vercellini. Per secoli fu conservato nel mastio del castello di San Giorgio insieme ad altre sculture; nel 1820, con il castello in via di progressivo smantellamento, fu spostato nel palazzo comunale, confluendo da lì nella biblioteca in un momento imprecisato.
In quello che era stato il refettorio del convento francescano, infine, sono sopravvissuti due lunettoni affrescati a tempera forte, opera forse di Bartolomeo di Tommaso che, nel 1439, era stato ingaggiato da Novello. Nel 1797 erano stati occultati dall'intonacatura operata dai francesi nell'adibire il locale a stalla e furono riscoperti nel 1901, ma restaurati solo nel 1953: il soggetto dipinto è la Passione di Cristo.

## Elenco dei custodi e dei direttori

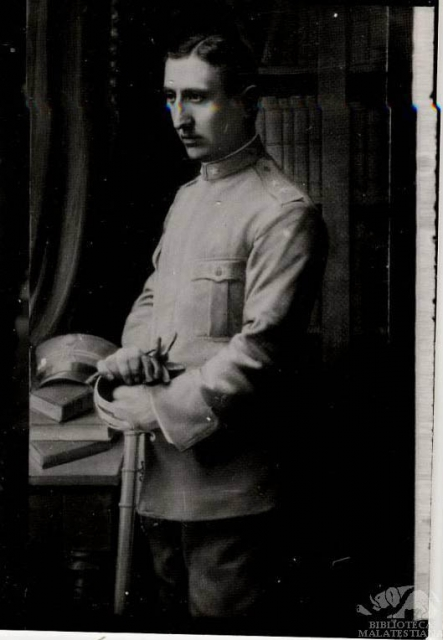
Renato Serra

A seguire un elenco parziale dei custodi e direttori della Biblioteca Malatestiana:
- Francesco di Bartolomeo da Figline (1461-1472?)
- Franceschino da Cesena (1485-1489)
- Frate Evangelista
- Maestro Utino (1496? - ?)
- Fra' Cornelio
- Frate Paolino (1529-1570)
- Michelangelo Tonti (1652-1671)
- Giuseppe Maria Muccioli (1780-1784)
- Serafino Zanotti
- Tito Masacci
- Luigi Faletti (1804-1809)
- Giovanni Carli (1809-1816)
- John Cooke (1816-1825)
- Giovanni Carli (1825-1826)
- Cesare Massini (1826- ?)
- Raimondo Zazzeri (seconda metà del XIX secolo)
- Renato Serra (1909-1915)
- Manlio Torquato Dazzi (1921-1926)
- Augusto Campana (1926-1927)
- Renato Turci
- Augusto Campana (1963-1964)

### Esplicative
1. ↑  Sono stati numerosi i copisti e i miniatori che lavorarono su commissione ai codici antichi della Malatestiana. I più importanti, oppure quelli i cui nomi sono arrivati con certezza sino a noi, sono Francesco da Figline, Jean d'Epinal (molto prolifico), Giovanni da Magonza, Francesco de Tianis, Andrea Catrinello, Jacopo di Francesco Macario, un anonimo "Copista di Tacito", Matthias Kuler, Pietro de Traiecto. Vedi Errani, Mengozzi, capitolo VI Il suo monumentum: la biblioteca vera corte del signore e della città, paragrafo 4 Copisti e miniatori.

### Bibliografiche
1. ↑  Turroni, pp. 11-13.
2. ↑  Baldacchini, pp. 28-29.
3. 1 2  Serrai, p. 107.
4. ↑  Baldacchini, pp. 33-34, 65, 123.
5. ↑  Errani, Mengozzi, pp. 208, 224.
6. 1 2  Lauretano, cap. Biblioteca Malatestiana.
7. ↑  Baldacchini, p. 125.
8. ↑  Baldacchini, p. 126.
9. ↑  Errani, pp. 18-20.
10. ↑  Errani, pp. 23-26.
11. 1 2  Errani, p. 27.
12. ↑  Baldacchini, p. 128.
13. ↑  Errani, pp. 29-32, 36.
14. ↑  Errani, p. 34.
15. ↑  Turroni, pp. 14-15.
16. ↑  Errani, pp. 40-41.
17. 1 2  Baldacchini, p. 136.
18. ↑  Errani, pp. 43-47.
19. ↑  Errani, pp. 49-54.
20. ↑  Errani, pp. 57-58, 60-63.
21. ↑  Errani, pp. 63-65.
22. ↑  Baldacchini, p. 143.
23. ↑  Turroni, p. 16.
24. ↑  Errani, pp. 68-70, 76-78.
25. ↑  Errani, pp. 72-75, 77-78.
26. ↑  Baldacchini, pp. 143-146 e segg.
27. ↑  Baldacchini, pp. 158, 165-166.
28. ↑  Errani, pp. 81-82.
29. ↑  Turroni, pp. 16-17, 38, 46.
30. ↑   Filatelia: francobollo dedicato alla Biblioteca Malatestiana (PDF), su fsfi.it. URL consultato il 27 gennaio 2020 (archiviato il 24 settembre 2018).
31. ↑  Turroni, pp. 33-34, 37.
32. ↑  Capellini, p. 53.
33. ↑  Baldacchini, pp. 81, 84-85, 92-93.
34. ↑  Turroni, pp. 39-41.
35. ↑  Baldacchini, pp. 76-79, 97, 127.
36. ↑  Turroni, pp. 42-44.
37. ↑  Serrai, pp. 40-41.
38. ↑  O'Gorman, pp. 64, 66, 69.
39. ↑  Turroni, p. 76.
40. ↑  Baldacchini, pp. 42, 50, 60.
41. ↑  Turroni, pp. 57-59.
42. ↑  Baldacchini, pp. 48-50.
43. ↑  Errani, Mengozzi, pp. 173-174 e capitolo VI Il suo monumentum: la biblioteca vera corte del signore e della città, paragrafo 3 I manoscritti.
44. ↑  Turroni, pp. 93-96.
45. ↑  Baldacchini, pp. 134-135.
46. ↑  Turroni, pp. 96-98.
47. ↑  Baldacchini, pp. 153-154.
48. ↑  Turroni, pp. 46-47.
49. 1 2  Capellini, p. 54.
50. ↑  Turroni, pp. 48-49.
51. ↑  Baldacchini, p. 134.
52. ↑  Turroni, p. 48.
53. ↑  Baldacchini, p. 154.
54. ↑  Turroni, pp. 62-64, 93.
55. ↑  Baldacchini, p. 155.
56. ↑  Turroni, pp. 99-101.
57. ↑  Baldacchini, pp. 155-156.
58. ↑  Baldacchini, pp. 136-137, 145-149.
59. ↑  Errani, pp. 41-42.
60. ↑   Miniere sulfuree di Romagna, su comune.cesena.fc.it. URL consultato il 27 gennaio 2021 (archiviato il 5 agosto 2020).
61. ↑  Baldacchini, p. 157.
62. ↑  Errani, p. 78.
63. ↑  Turroni, pp. 35-36.
64. ↑  Turroni, pp. 51-52.
65. ↑  Baldacchini, pp. 69, 72.
66. ↑  Baldacchini, passim.
67. ↑  Errani, passim.